# Ironbottom Sound

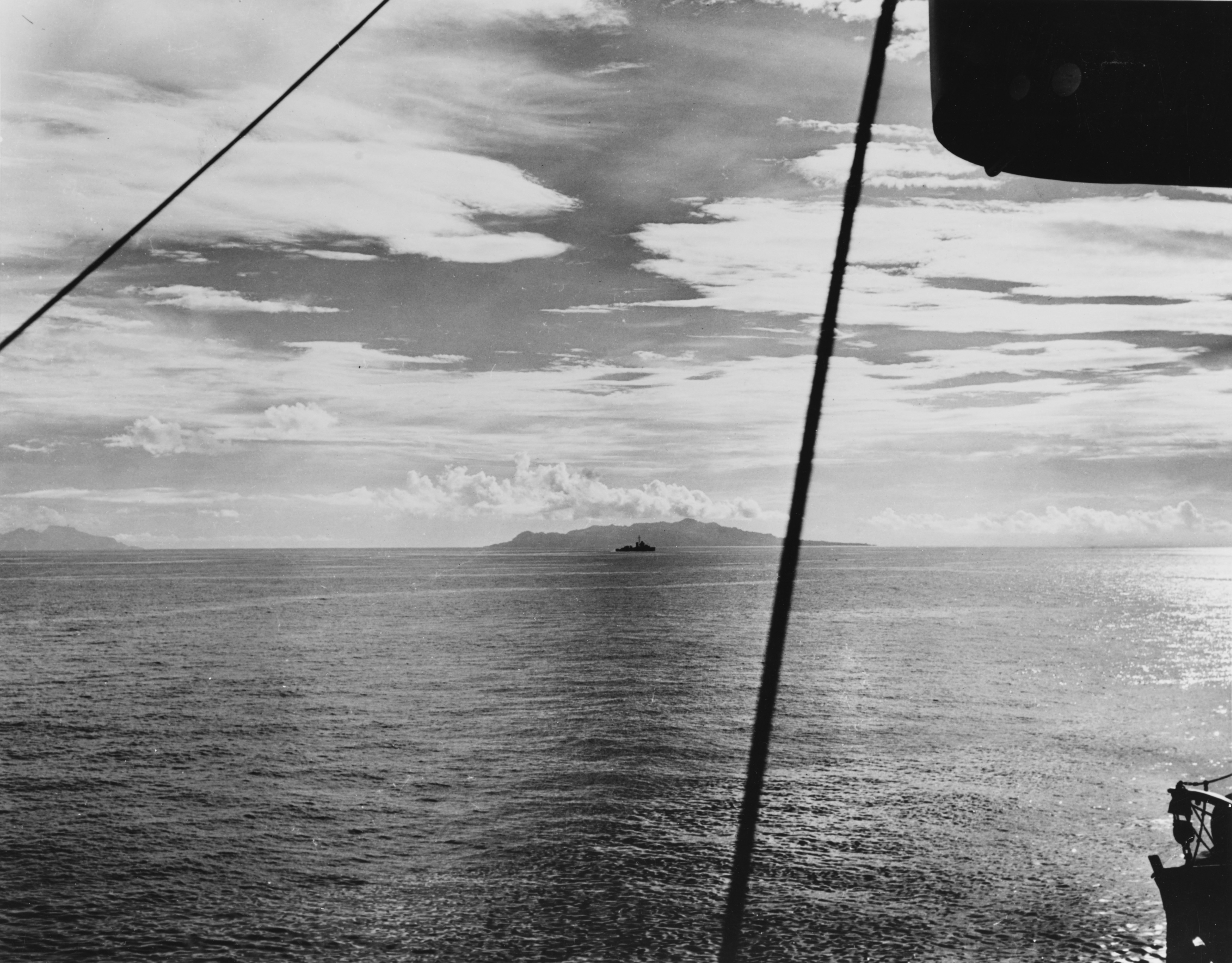
L'Ironbottom Sound photographié le 7 août 1942, le jour où les Alliés débarquèrent sur Guadalcanal et Tulagi. L'île Savo se trouve au centre de l'image ; Guadalcanal est à gauche.

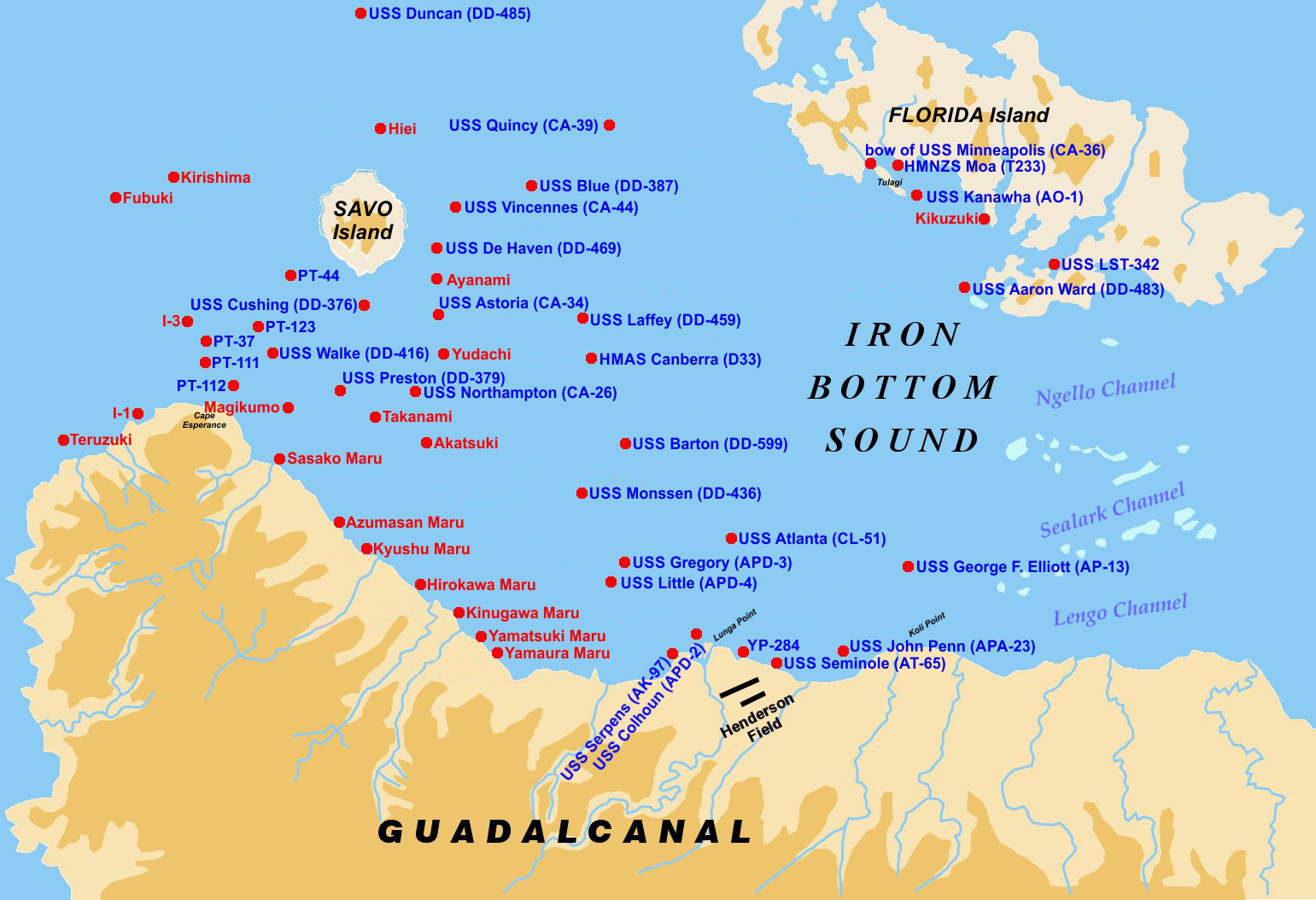
Cartographie des épaves japonaises et américaines dans Ironbottom Sound.

Ironbottom Sound (ou Iron Bottom Sound or Ironbottomed Sound, littéralement détroit du  fond de fer) est le nom donné par les marins alliés au Savo Sound, l'étendue maritime située  à l'extrémité est du détroit de Nouvelle-Géorgie entre Guadalcanal, l'île Savo et les îles Florida (Îles Salomon). Ce  surnom, devenu un véritable toponyme, fut donné en raison des dizaines de bateaux et avions coulés durant la bataille de l'île de Savo, et notamment pendant la bataille de Guadalcanal en 1942.
La capitale des Salomon, Honiara, se trouve sur sa rive sud, sur l'île de Guadalcanal.